# رولینزویل (کلرادو)
رولینزویل (به انگلیسی: Rollinsville) یک منطقه مسکونی در ایالات متحده آمریکا است که در شهرستان گیلپین، کلرادو واقع شده‌است. رولینزویل ۳٫۶۶ کیلومتر مربع مساحت و ۱۸۱ نفر جمعیت دارد و ۲٬۵۸۳ متر بالاتر از سطح دریا واقع شده‌است.